# Parc nacional d'Ile Alataui
El parc nacional d'Ile Alataui (en kazakh Іле Алатауы ұлттық паркі Ile Alatawı ulttıq parki) és un parc nacional del Kazakhstan situat a la Província d'Almati.

## Situació
Fundat l'any 1996, té una superfície d'uns 2000 km². Està situat a les muntanyes al sud d'Almati entre la Gorga Turgen i el riu Chemlogan.
El parc limita amb la reserva natural d'Almatí que envolta el Cim Talgar

## Fauna i flora
El paisatge es compon de boscos, prats alpins, glaceres i llacs. Les espècies d'arbres que s'inclouen al parc nacional d'Ile-Alatau són: albercoquers, aurons i pomeres; i un gravat més de 300 espècies animals.
El parc protegeix la pantera de les neus, el linx boreal, l'os bru, la fagina, l'íbex de Sibèria, el Trencalòs i l'àguila reial. Les altres espècies d'aus rellevants trobats al parc comprenen el gall nival de l'Himàlaia, el bec d'ibis, el xot i el picot tridàctil